# Hajnice
Hajnice (deutsch Haindorf) ist eine Gemeinde in Tschechien. Sie liegt zehn Kilometer südlich von Trutnov (Trautenau) und gehört zum Okres Trutnov. Sie entstand 1949 durch Zusammenlegung der Gemeinden Německá Brusnice (Deutsch Prausnitz) und Kyje (Kaile).

## Geographie
Der Ort erstreckt sich im Tal des Baches Hajnický potok am Königreichwald im Riesengebirgsvorland. Im Süden erhebt sich der Berg Liščí hora (609 m n.m.) und im Südwesten der Kamenný vrch (579 m n.m.).
Nachbarorte sind Střítež im Norden, Studenec und Radeč im Nordosten, Maršov u Úpice im Osten, Nesytá und Mravenčí Domky im Südosten, Nový Kohoutov und Kohoutov im Süden sowie Nové Kocbeře und Kocbeře im Südwesten, Přebytek, Výšinka, Tadeášový Domky, Horní Žďár und Dolní Žďár im Westen.

## Geschichte
Die erste Erwähnung von Hajnice stammt aus dem Jahr 1386. Wesentlich älter ist Brusnice, das schon 1007 belegbar ist. Durch den Ort führte der mittelalterliche Salzweg von Böhmen in das schlesische Herzogtum Schweidnitz.
Seit der Kolonisation des Gebietes während der Herrschaft Přemysl Otakar II. war Hajnice der Herrschaft Trutnov zugehörig und wurde unter den Piccolomini im 17. Jahrhundert Teil der Herrschaft Nachod. 1620 wurde Haindorf als Flecken bezeichnet. Am 30. September 1745 fand während des Zweiten Schlesischen Krieges nahe Soor die Schlacht bei Soor statt. Während des Bauernaufstandes von 1775 gehörte der Kailer Richter Georg Hetfleisch zu einem neunköpfigen Bauerngubernium unter Führung von Antonín Freiherr Nývlt Rychetský. Nach der Aufhebung der Patrimonialherrschaften entstanden 1850 die selbständigen Gemeinden Haindorf, Deutsch Prausnitz, Kaile, Nieder-Soor und Ober-Soor, während Weiberkränke zusammen mit Neu Rettendorf, Neu Koken und Neu Söberle die Gemeinde Königreich I bildete. Haindorf war ab diesem Zeitpunkt Teil des Gerichtsbezirks Trautenau.
1842 bis 1852 wurde die „Alte Jermerer Straße“ ausgebaut.
Am 28. Juni 1866 fanden im Deutschen Krieg, einen Tag nach der Schlacht bei Trautenau, bei Soor wiederum Kämpfe zwischen Österreichern und Preußen statt.
Nach dem Münchner Abkommen wurde der Ort dem Deutschen Reich zugeschlagen und gehörte bis 1945 zum Landkreis Trautenau.
Die Gemeinden Německá Brusnice und Kyje wurden 1949 zu einer Gemeinde Hajnice zusammengeschlossen und verschmolzen später miteinander. Namensgebend war dabei die zu Německá Brusnice gehörende kleine Ansiedlung Hajnice (heute U Liščí hory). 1980 erfolgte die Eingemeindung von Horní Žďár (Ober Soor) und Dolní Žďár (Nieder Soor); dadurch wurde Hajnice zur flächengrößten Gemeinde des Okres Trutnov.

## Gemeindegliederung
Die Gemeinde Hajnice besteht aus den Ortsteilen Hajnice und Horní Žďár (Obersoor). Hajnice gliedert sich in die sechs Katastraleinheiten Brusnice (tschechisch früher Německá Brusnice, deutsch Deutsch Prausnitz), Dolní Žďár (Niedersoor), Hajnice, Horní Žďár, Kyje (Kaile) und Nesytá (Nimmersatt). Außerdem gehören zur Gemeinde noch die Ansiedlungen Dubový Dvůr (Eicheldorf), Hajnička, Mravenčí Domky (Ameisenhäuser), Olimberg (Eulenburg), Přebytek (Überschar), Tadeášový Domky (Thadäushäuser), U Liščí hory (Haindorf) und Výšinka (tschechisch früher Ženská Bída, deutsch Weiberkränke).

## Sehenswürdigkeiten

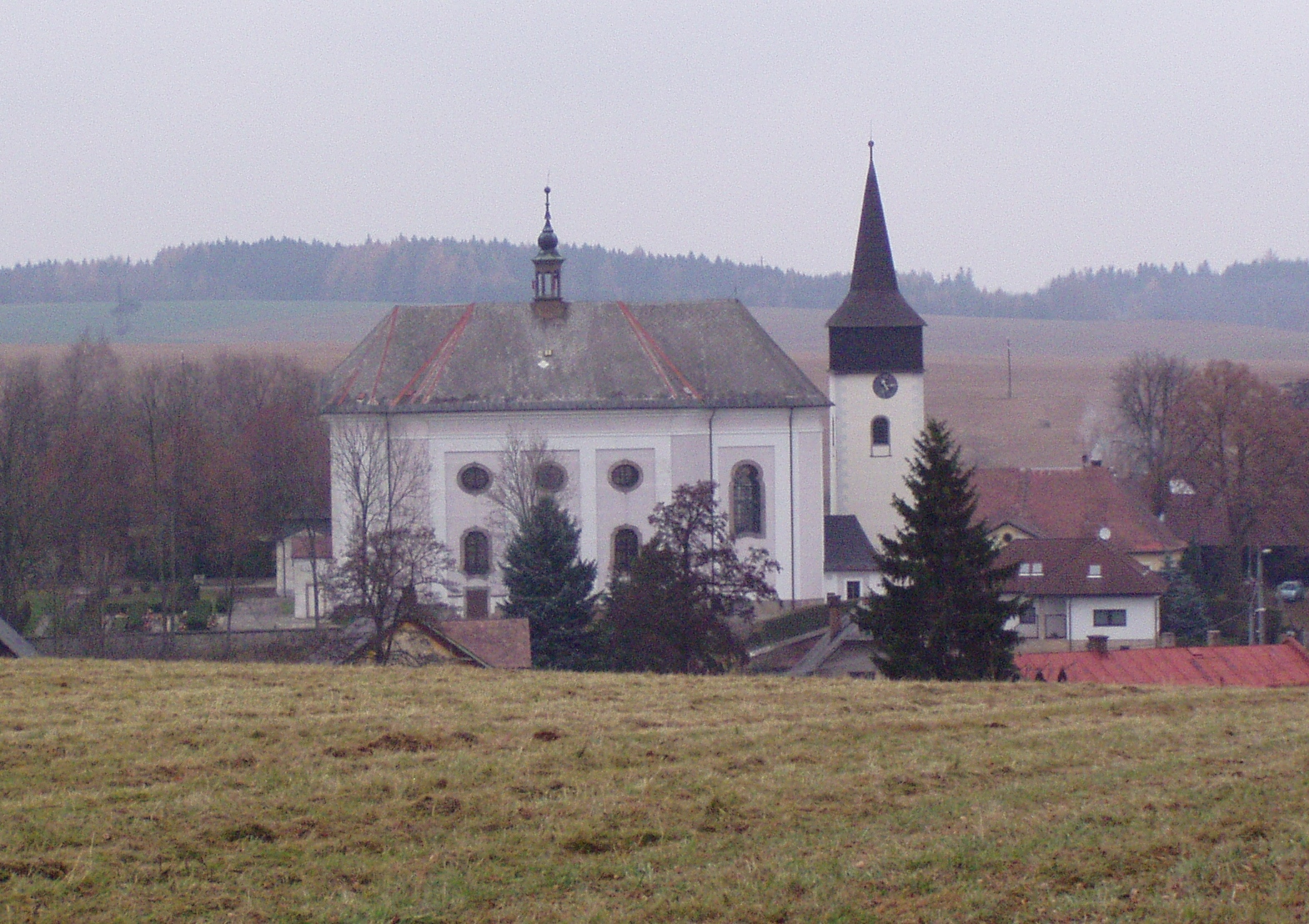
Kirche St. Nikolaus

- Kirche St. Nikolaus; das Gotteshaus mit seinem freistehenden Turm entstand 1754–1782 anstelle eines abgebrannten Vorgängerbaus aus dem 13. Jahrhundert.
- Alte Schmiede, durch den Maler Petr Rýdl als Atelier genutzt
- Johannes der Täufer (Dolní Žďár)